# Amanda Crowe

Amanda Crowe ensenyant escultura en fusta a la Craftsmen's Fair de Cherokee (Carolina del Nord) a Qualla Boundary

Amanda Crowe   (Qualla Boundary, 16 de juliol de 1928 - Carolina del Nord, 27 de setembre de 2004) fou una escultora en fusta i educadora Cherokee (de la Eastern Band Cherokee).

## Primers anys
Amanda va decidir fer-se artista a l'edat de quatre anys. Explicava que quan era una nena "Cada minut que tenia el passava esculpint o estudiant tot el que trobava sobre art... " Als vuit anys, ja estava venent les seves escultures.
Els seus pares van morir tots dos quan Amanda era molt jove. Quan va haver d'anar a l'institut, la seva mare adoptiva ho va arranjar perquè es pogués quedar a Chicago, on es va graduar i va poder assistir a l'Escola de l'Art Institute of Chicago. Llavors, el 1952, va obtenir una beca de l'associació John Quincy Adams per estudiar a l'estranger, i va decidir estudiar escultura amb Josep de Creeft a l'Institut Allende, a San Miguel de Allende, Mèxic. Per fi, va obtenir el seu Doctorat en Belles Arts a l'Escola de l'Art Institute of Chicago el 1952.

## Art i ensenyament
El 1953, l'Associació Històrica Cherokee la va convidar a tornar a Carolina del Nord per ensenyar art a l'Institut Cherokee de Secundària. Va ocupar el lloc durant gairebé quatre dècades i va ensenyar escultura en fusta a més de 2000 estudiants.
Les seves escultures representen sovint figures d'animals, i fou especialment coneguda per l'expressivitat dels seus ossos. La seva obra és perfeccionista, altament estilitzada, i de talla suau. Ha treballat amb pedra i argila, però la fusta ha estat el seu material preferit, i esculpia fustes locals com cirerer salvatge, buckeye, i noguera negra.
El seu art es compara a vegades amb l'obra de Willard Stone. La historiadora de l'art Esther Bockhoff ha escrit que Amanda Crowe fou "indubtablement una de les influències primàries del ressorgiment de l'escultura cherokee." Hi ha col·leccions públiques de la seva obra al Museu d'Història Natural de Cleveland, al Department d'Interior dels Estats Units (del que depèn la BIA), i al Museu Nacional de l'Indi Americà. Entre molts premis, Amanda va guanyar el Premi de l'Herència Popular de Carolina del Nord el 2000. Ha exposat a museus com l'Art Institute of Chicago, el Museu d'Art d'Atlanta, el Museu d'Art de Denver, el Mint Museum of Art de Charlotte, el Museu d'Art d'Asheville, i exposicions a Alemanya i el Regne Unit.
També va il·lustrar el llibre Cherokee Legends and the Trail of Tears (Llegendes cherokee i el camí dels Estrips), la primera edició del qual és del 1956 i que ha estat reimprès unes quantes vegades de llavors ençà.
Amanda va morir el 2004. Molts dels escultors de l'Eastern Band Cherokee contemporanis han estudiat amb ella.